# Šajini
Šajini su naselje u Republici Hrvatskoj, u sastavu Općine Barban, Istarska županija, oko 20 kilometara sjeveroistočno od Pule. U blizini Šajina nalazi se adrenalinski park, Glavani park.

## Stanovništvo
Prema popisu stanovništva iz 2021. godine, naselje je imalo 175 stanovnika.
| broj stanovnika | 399   | 491   | 208   | 210   | 228   | 258   | 574   | 805   | 265   | 262   | 251   | 205   | 81    | 187   | 177   | 190   | 175   |
|                 | 1857. | 1869. | 1880. | 1890. | 1900. | 1910. | 1921. | 1931. | 1948. | 1953. | 1961. | 1971. | 1981. | 1991. | 2001. | 2011. | 2021. |

Šajine su 1944. godine njemački i talijanski vojnici spalili i ubili 53 ljudi staraca, žena i djece.

## Poznate osobe
Poznate osobe iz Šajina i rodom iz Šajina:
- Marko Ivan Pekica
- Elia Pekica Pagon